# Горловский угольный бассейн
Горловский угольный бассейн расположен на правобережье Оби в административных границах Новосибирской области в 37 км к югу от Новосибирска, на юге Искитимского района. Месторождения бассейна характеризуются повышенной угленасыщенностью. Угли бассейна представлены антрацитами и отличаются высоким качеством: малозольные, малосернистые, высокоуглеродистые, с низким удельным электросопротивлением, высокой механической прочностью и термической стойкостью. По ГОСТ 25543-88 угли бассейна относятся к марке А (антрациты).

## Геология и характеристики
Угленосная толща мощностью 640—940 м содержит до 55 пластов и пропластков угля (мощность отдельных пластов от 10—14 до 26-41 м), вытянута полосой в северо-восточном направлении на 120 км при средней ширине 1,5-7,5 км. Прогнозные запасы до глубины 900 м оценены в 6,5 млрд т.
Влага 9 %, зольность 5 %, выход летучих веществ 3 %, связанный углерод 97 %, сера 0,3 %, фосфор 0,015 %, теплотворная способность 7059-8109 ккал/кг.

## История и современное использование
Известно с начала XIX века. В 1915 году проведены предварительные геологические изыскания. Первые промышленные разработки начинаются с 1930 года. Своё название месторождение получило по селу Горлово, вблизи которого находились самые известные копи, где крестьянские артели добывали высококачественный антрацит открытым способом. Уголь вывозили на предприятия горнодобывающего комплекса Южной Сибири.
В 1941—1945 годах антрациты бассейна использовались для выплавки стали. С конца 1950-х годов в бассейне велись широкомасштабные геолого-поисковые и разведочные работы по всей площади бассейна (Шадринская геологоразведочная партия НТГУ «Новосибирск-геология», Листвянский каротажно-перфораторный отряд). С 1980-х годов антрацит применяли в энергетике и относительно редко для технологических целей. С середины 1980-х годов применяется как основное сырье в производстве электродов на Новосибирском электродном заводе).
В 1980—1990 годах разрабатывались месторождения: Листвянское (шахта), Горловское и Ургунское (разрезы).
С 2005 года антрациты Горловского бассейна используются в основном как заменитель кокса в доменном производстве; при пылеугольном вдувании; в производстве агломератов железной руды; железорудного окатыша; электродов.
Разработчик бассейна — компания Группа «Сибантрацит», в разработке Колыванское (Северный, Крутихинский, Восточный участки), Ургунское и Горловское месторождения. Уровень добычи вырос с 1,5 млн тонн в 2006-м до 3,4 млн тонн в 2011 году.